# José Manuel Montorio Gonzalvo
José Manuel Montorio Gonzalvo (Borja, Aragó, 23 de desembre de 1921 - 27 d'abril de 2009) fou un lluitador antifranquista aragonès, conegut també com a Chaval.

## Els inicis
Era fill de Perpetuo Montorio i de Francisca Gonzalvo. Compartí la llar familiar amb cinc germans: Ascensión, Santiago-Eusebio, Máximo, Miguel i Félix. El seu pare va morir dos mesos abans de néixer el seu germà Félix.
La seva curta vida escolar transcorre entre col·legis religiosos i municipals quan la família emigra a Barcelona. Aquí viu la Proclamació de la Segona República Espanyola el 14 d'abril de 1931. A la curta edat d'11 anys entra a treballar com a noi dels encàrrecs en un despatx d'olis fins a l'any 1937. El seu germà Santiago és cridat a files, i la guerra el va sorprendre en zona nacional. José Manuel Montorio no el va tornar a veure mai.
Ingressa en un taller de vulcanització per suplir la plaça que el seu germà Miguel deixà per anar al front. En aquesta època ingressa en el sindicat CNT, en la branca d'Indústries Químiques. Deixa el taller quan els franquistes entren a Barcelona. Intenta reclutar-se per la seva cinquena -la del 42- però les oficines de reclutament estan buides i ningú les atén. Emprèn camí de l'exili al costat de milers de persones que creuen la frontera amb França.

## L'exili
El febrer de 1939, creua la frontera cap a França per Prats de Molló i és internat en el camp de concentració de Sant Cebrià de Rosselló. En aquest camp arriben a internar a 15 mil refugiats, on hi troba al seu germà Miguel. L'any 1940 s'enrolen en una Companyia de Treballadors Estrangers -CTE-. Esclata la Segona Guerra Mundial i els nazis envaeixen França. Els dos germans fugen i són capturats pels gendarmes i internats en el camp de concentració d'Argelers. Els tornen a traslladar al camp de Sant Cebrià de Rosselló.
El Govern de Vichy els lliurà als hitlerians per a un bescanvi per francesos. Els porten al camp de Sent Medard de Jalas, prop de Bordeus. En aquest camp entren en contacte amb la resistència per mitjà de ferroviaris francesos. En l'última fase de l'alliberament de França entra en combat contra una columna d'alemanys prop de Bordeus. Dins de les Forces Franceses de l'Interior -FFI- és destinat a Montesquiu, prop de Miranda -Departament del Gers-. Entra a l'escola guerrillera de Cincha, on els comunistes organitzen grups guerrillers per infiltrar-se a Espanya.

## El retorn per alliberar Espanya
Al costat de quatre aragonesos com ell, es forma el grup que més endavant es coneixerà com el de “Los Maños”. Els integrants d'aquest grup són:
- Doroteo Ibáñez Alconchel “Ibáñez” o “Aragonès”, d'origen camperol i responsable del grup, natural d'Azuara (Saragossa). En 1947 i una vegada en l'A.G.L.A., és designat com a enllaç entre l'Agrupació i la direcció del Partit Comunista (PCE) a França. Després de l'evacuació de les guerrilles de Llevant, el Partit va seguir utilitzant els serveis d'“Ibáñez” fins que és detingut per les autoritats franceses i lliurat a Franco, qui el fa afusellar.
- León Quílez Quílez “Perico”, d'origen camperol, natural de Camarena de la Sierra (Terol). Una vegada a l'A.G.L.A., i amb “Andrés” com a cap seu, es distingeix com a guia i és designat enllaç amb el partit a València. En un dels viatges a València, i al costat del “Francesito” [sense més dades], són localitzats i acorralats. El “Francesito” mor i “Perico” es suïcida abans de caure en mans de la Guàrdia Civil.
- Luciano Mamilo Muñoz “*Bernardino”, d'origen camperol, natural d'Agüero (Osca). Junt amb “Ibáñez” és enllaç amb França. En un dels viatges de tornada al campament, s'ofega en creuar el riu Gàllego.
- Antonio Ardanuy Bardejí “Julio”, d'origen camperol, natural de Barbastre -Osca-. En una operació guerrillera a Les Monges (València) cau abatut.

El grup de “Los Maños” parteix cap a la frontera en una camioneta a la que s'afegeixen dues persones més, una de les quals és Ángel Fuertes Vidosa "Antonio", natural d'Agüero, mestre d'escola, i primer cap de la A.G.L. Creuen la frontera i en diverses nits de marxa arriben a una base guerrillera en la Serra de Santo Domingo (Saragossa). Segueixen la llarga marxa fins a arribar a la Serra de Javalambre (Terol). Munten el campament en el Barranc del Regajo, prop de Camarena de la Sierra (Terol), on entren en contacte amb grups guerrillers de la zona.
En aquest mateix campament es crea d'una manera “oficial” l'Agrupació Guerrillera de Llevant, amb Àngel Fuertes Vidosa "Antonio" com a cap d'aquesta. L'AGL es constitueix en tres sectors -5è, 11è i 17è-, però més endavant s'afegeix un sector nou, el 23è, i passa a dir-se Agrupación guerrillera de Levante y Aragón (A.G.L.A). José Manuel Montorio “Chaval”, es reuneix amb militants de la CNT a Cullera i de la frustrada reunió, demana l'ingrés en el PCE i entra a formar part del partit. “Chaval”, també "Angel" va ser cap de grup en el 5è i en l'11è sector. Va tenir una dilatada participació en la lluita guerrillera, participant en operacions militars, requises, i enfrontaments amb la Guàrdia Civil.
Va haver de fer ús de les armes com assegura en les seves memòries, i el seu nom mai va ser conegut per les forces repressores. El nom de guerra de “Chaval” és l'única cosa que en els informes de la Guàrdia Civil podem trobar, perquè va portar fins al límit la seva clandestinitat, no revelant el seu veritable nom ni als seus companys de lluita. Al començament de l'any 1952, "Teo" torna de França i porta l'ordre d'evacuació de l'A.G.L.A. La direcció del PCE el nomena responsable de l'evacuació i com a dirigent Florián García Velasco “Grande”, cap de l'11è sector.
En un sol grup format per "Manolo", "Zapatero", "Grande", "Moreno", "Ventura", "Angelillo", "Víctor" o "Larry", "Jacinto", "Salvador", "Simón", "Francisco", "José", "Fernando", "Gregorio", "Viejo", "Amador","Tomás", "Rubio" i “Chaval", surt cap a França. Creuen la frontera el juliol de 1952, per les proximitats d'Els Banys i Palaldà, a la vora de Ceret (Catalunya del Nord).

## L'exili de nou
“Chaval” roman sense documentació a França fins que el PCE l'envia a Praga (Txecoslovàquia) on entra a treballar en una fàbrica metal·lúrgica. Coneix a la que serà la seva companya sentimental, Trinidad Sardina Merino. Coneix a l'ambaixador de Cuba a Praga i entra a treballar en l'ambaixada. El 1977 i a l'edat de 56 anys aconsegueix el seu primer passaport espanyol.

## La tornada
“Chaval” retorna al seu país. S'instal·la a Borja, el seu poble natal i porta una vida activa a favor de la recuperació de la memòria de l'etapa guerrillera que li va tocar viure. Assisteix incansable a quants actes, homenatges o jornades el reclamen, i és participant destacat en l'homenatge anual al guerriller espanyol i les jornades “El Maquis en Santa Cruz de Moya” tots dos actes organitzats per l'associació "La Gavilla Verde". Ha publicat les seves memòries titulades: “Cordillera Ibérica – recuerdos y olvidos de un guerrillero”.